# Francesco Sclavo
Francesco Sclavo (Lesegno, 15 aprile 1837 – Roma, 28 dicembre 1913) è stato un militare e scrittore italiano.

## Biografia
Fu cacciatore delle Alpi nel 3º Reggimento garibaldino combattendo nella Seconda Guerra d'Indipendenza.
Nel 1860 partì per la Sicilia con la seconda spedizione Medici e fu aggregato al 2º battaglione bersaglieri della divisione Bixio, comandante Boldrini. Combatté a Milazzo, a Villa San Giovanni, a Bagnara e poi nella Battaglia del Volturno, per la quale ottenne la medaglia al valore militare e fu promosso capitano per merito di guerra sul campo di battaglia.
Qui conobbe Giuseppe Cesare Abba, la cui amicizia è documentata dallo stesso autore che ricorda l'incontro tra i due langheruoli a Maddaloni:
In virtù di questa amicizia ebbe il merito di mettere in contatto Abba, attorno al 1880, con Giosuè Carducci che stava cercando materiale documentario per scrivere una biografia di Garibaldi. La biografia non fu mai scritta, tuttavia le «Noterelle» scritte dall'Abba parvero a Carducci degne di pubblicazione e le passò a Zanichelli che le stampò, diventando l'opera più importante della memorialistica garibaldina.
La collaborazione di Sclavo con Carducci non si esaurì qui. Negli anni novanta del XIX secolo, Carducci è allora senatore del Regno e si impegna nell'allestimento dell'antologia Letture del Risorgimento italiano (1749-1870), edita in due tomi da Zanichelli fra il 1895 e il 1896 in un'edizione indirizzata principalmente alle scuole superiori. Per la composizione di questa antologia di letture, che avrà largo successo nelle scuole dell'epoca, Carducci si valse di una équipe che annoverava Sclavo, come testimoniano le lettere intestate a lui – inviate e ricevute dallo scrittore – che restituiscono la scena di un cantiere attivo fra il 1894 e la fine del 1895.
Terminata la Spedizione dei Mille, entrò nell'esercito regolare con il grado di Capitano e raggiunse col tempo quello di Colonnello.
Si distinse per i soccorsi prestati dopo il Terremoto di Casamicciola del 1883 e fu pertanto decorato di medaglia al valore civile.
Nel 1908 condusse Carducci a visitare la storica chiesetta di San Giacomo, sopra San Michele Mondovì, da cui trasse ispirazione l’ode «La bicocca di San Giacomo», che unita alla poesia «Cosseria» di Giuseppe Cesare Abba pubblicò con una sua introduzione storica per la Zanichelli.
Trasferitosi a Roma dopo un breve soggiorno a Genova, ivi morì il 24 dicembre 1913.

## Opere
- Francesco Sclavo, Giuseppe Avezzana: commemorazione per l'anniversario della rivoluzione piemontese, anzi italiana dell'11 marzo 1821, Roma, Stabilimento tipografico della Tribuna, 1905.
- Francesco Sclavo, Lettera di Francesco Sclavo a Carducci. URL consultato il 6 gennaio 2025.
- Francesco Sclavo, Giovanni Maria Damiani, dei Mille di Marsala - brevi cenni biografici /  con prefazione di Giovanni Pascoli, Bologna, Tip. P. Neri, 1910.
- Francesco Sclavo, L'origine dei carabinieri genovesi e la parte avuta nelle guerre del 1859-60, Tip. Carlini, 1910.
- Tip. Fratelli Pozzo Francesco Sclavo, Ai mani illustri di Nino ed Alessandro Bixio - commemorazione, Torino, 1907.
- Francesco Sclavo, Saggio biografico di Giovanni Maria Archetti dei Mille di Marsala.
- Giosuè Carducci, La bicocca di San Giacomo. Preceduta da una Illustrazione Storica del Colonnello Francesco Sclavo con Alcuni Scritti di G. C. Abba e di Ugo Brilli, Bologna, Zanichelli, 1908.